# Естер Саламен
Естер «Поллі» Саламан (née Поляновська) (англ.: Esther «Polly» Salaman; івр. אֶסְתֵּר פאָליאַנאָווסקי שָׂלָמָן, рос. Эстер Поляновская Саламан; 6 січня 1900 — 9 листопада 1995) — єврейська письменниця і фізикиня. Вона найбільш відома своїми мемуарами про Альберта Ейнштейна, її друга та вчителя під час навчання в Берлінському університеті.

## Біографія

### Раннє життя
Естер Поляновська народилася в Житомирі в родині єврейського торговця лісом. У 1917 році її прийняли до Київського університету на факультет математики. Проте, коли громадянська війна та антисемітські погроми поширилися колишньою Російською імперією, її батько заборонив їй їхати одній до Києва.
Поляновська воювала в українському національному опорі під час громадянської війни в Росії, після чого втекла до підмандатної Палестини в січні 1920 року, щоб приєднатися до групи піонерів-сільськогосподарських робітників. Їй вдалося отримати проїзні документи для своєї овдовілої матері та чотирьох братів і сестер, а також заплатила групі польських лісників, щоб вони таємно доправили їх до польського кордону. Звідти Естер повела родину до Палестини.

### Освіта

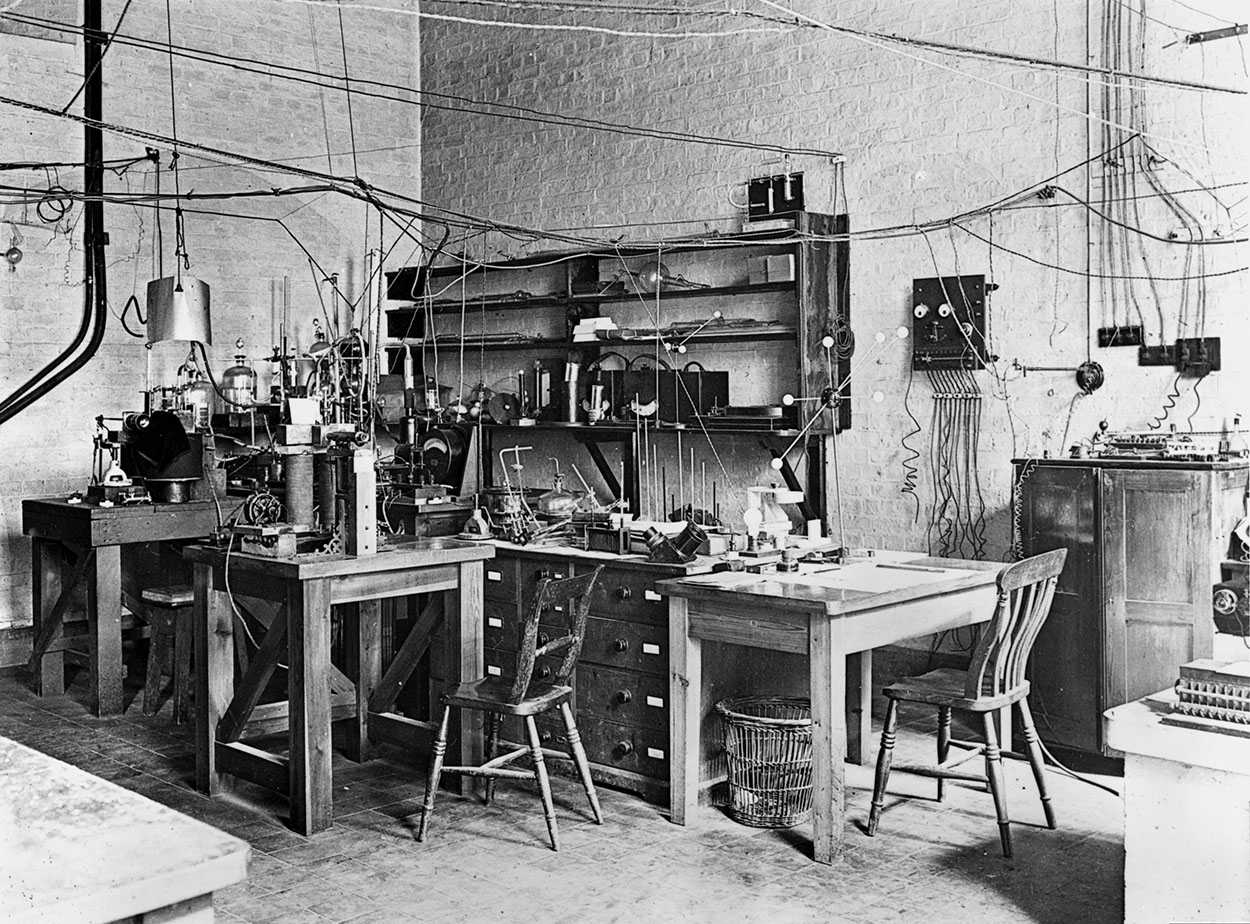
Кавендішська лабораторія в 1927 році

Незважаючи на нестабільну ситуацію для євреїв у Німеччині, Естер та її сестра Фейга (Фанія) влітку 1922 року вирішили переїхати до Берліна, щоб відновити навчання. Заява Поляновської до Берлінського університету була спонсорована Альбертом Ейнштейном, за рекомендацією якого вона була прийнята на факультет фізики, незважаючи на те, що вона не склала вступний іспит. Будучи особистою учницею, Поляновська розвинула особисті стосунки з Ейнштейном. Він заохочував її писати після того, як прочитав її статтю у Frankfurter Zeitung, де вона згадувала про смертоносні погроми в Житомирі деякими загонами армії УНР під час православного Різдва 1918 року.
Коли нацистська партія здобула популярність у Німеччині, Ейнштейн спонукав Поляновську залишити країну після закінчення навчання. Він дав їй рекомендацію продовжити докторську роботу в Кавендішській лабораторії під керівництвом сера Ернеста Резерфорда. Її стипендія, яку фінансував єврейський філантроп Редкліфф Саламан, була обумовлена тим, що вона пізніше поїде до Ізраїлю викладати. Хоча цей план не здійснився, вона зблизилася з родиною Саламанів і вийшла заміж за старшого сина Редкліффа Майєра, патолога. Поляновська залишила Кавендіш влітку 1928 року, не закінчивши докторську дисертацію, щоб присвятити своє життя родині.

### Рання кар'єра
За пропозицією Людвіга Вітгенштейна Естер почала писати фантастику для англійської аудиторії. Вона опублікувала свій перший роман "Два срібних рублі " в 1932 році, лише через шість років після прибуття до Англії, знаючи лише ідиш, російську, німецьку та іврит.
З 1940 року Маєр і Естер Саламан жили у великому будинку в Кембриджі зі своїми близькими друзями Френсіс і Френциском Корнфордами разом із їхніми дітьми. У Саламанів було троє дітей: Ніна Веддерберн, Талія Бренда Полак і Девід Френсіс Саламан. Коли Майєр приєднався до Королівського армійського медичного корпусу в 1943 році, Естер та їхні діти залишилися з Корнфордами. Того ж року вона та Френсіс разом опублікували антологію віршів російською мовою, яка включала біографії Крилова, Пушкіна, Блока та Ахматової.
Обидві сім'ї часто усамітнювалися в Рінгстеді, Норфолк, де Корнфорди мали котедж, прибудований до шестиповерхової хати Дарвінів, побудованої в 1850 році. З 1936 року Мілл служив дискусійним місцем для Клубу теоретичної біології, групи органіків і біологів-теоретиків, до якої входили Джон Д. Бернал, Макс Блек, Дж. Б. С. Холдейн, Дороті та Джозеф Нідхем, Карл Поппер, Конрад Веддінгтон, Бертольд Візнер, Джозеф Г. Вуджер і Дороті Вінч. У 1956 році Френсіс Корнфорд продала нерухомість Саламанам.
Спогади Саламан про Ейнштейна транслювалися на третій програмі BBC у 1955 році, а її другий роман "Родюча рівнина " був опублікований у 1956 році.

### Подальше життя
У 1948 році Майєр Саламан був прийнятий на посаду директора відділу дослідження раку в Лондонському лікарняному медичному коледжі, і сім'я переїхала до Лондона. Пізні роботи Естер Саламан включають «Збірку моментів» (1970), дослідження мимовільної пам'яті, і «Велику сповідь» (1973), в якій досліджується використання пам'яті Аксаковим, Де Квінсі, Толстим і Прустом. Вона опублікувала мемуари Альберта Ейнштейна та Поля Дірака в Encounter у 1979 та 1986 роках відповідно.
Вона померла 9 листопада 1995 року у віці 95 років.